# Remy van Heugten
Remy van Heugten (Heerlen, 12 februari 1976) is een Nederlandse filmregisseur.
In 2004 studeerde hij af aan de Nederlandse Film en Televisie Academie in Amsterdam.
Als regisseur is hij o.a. bekend van de speelfilm Gluckauf (2015), de telefilm Witte Vis (2009), de One Night Stand Shrahram & Abbas (2006) en de NTR Kort! Roken als een Turk (2012). Hij regisseerde daarnaast tv-series als De Fractie (2015), Hoe Overleef Ik (2012), Van God Los (2011), Feuten (2010), en Willemspark (2007).
Gluckauf won in 2015 vier keer een Gouden Kalf, waaronder die van beste film.
- Gemeinsame Normdatei: 1181022029
- Virtual International Authority File: 1431155345591006430006